# هلن وارد (بازیکن فوتبال)
هلن وارد (انگلیسی: Helen Ward؛ زادهٔ ۲۶ آوریل ۱۹۸۶) بازیکن فوتبال اهل بریتانیا است.
از باشگاه‌هایی که در آن بازی کرده‌است می‌توان به باشگاه فوتبال چلسی، باشگاه فوتبال آرسنال، تیم فوتبال زنان آرسنال، باشگاه فوتبال واتفورد، و باشگاه فوتبال زنان چلسی اشاره کرد.
وی همچنین در تیم‌های ملی فوتبال England women's national under-23 football team و Wales women's national football team بازی کرده‌است.